# Самоходная артиллерия

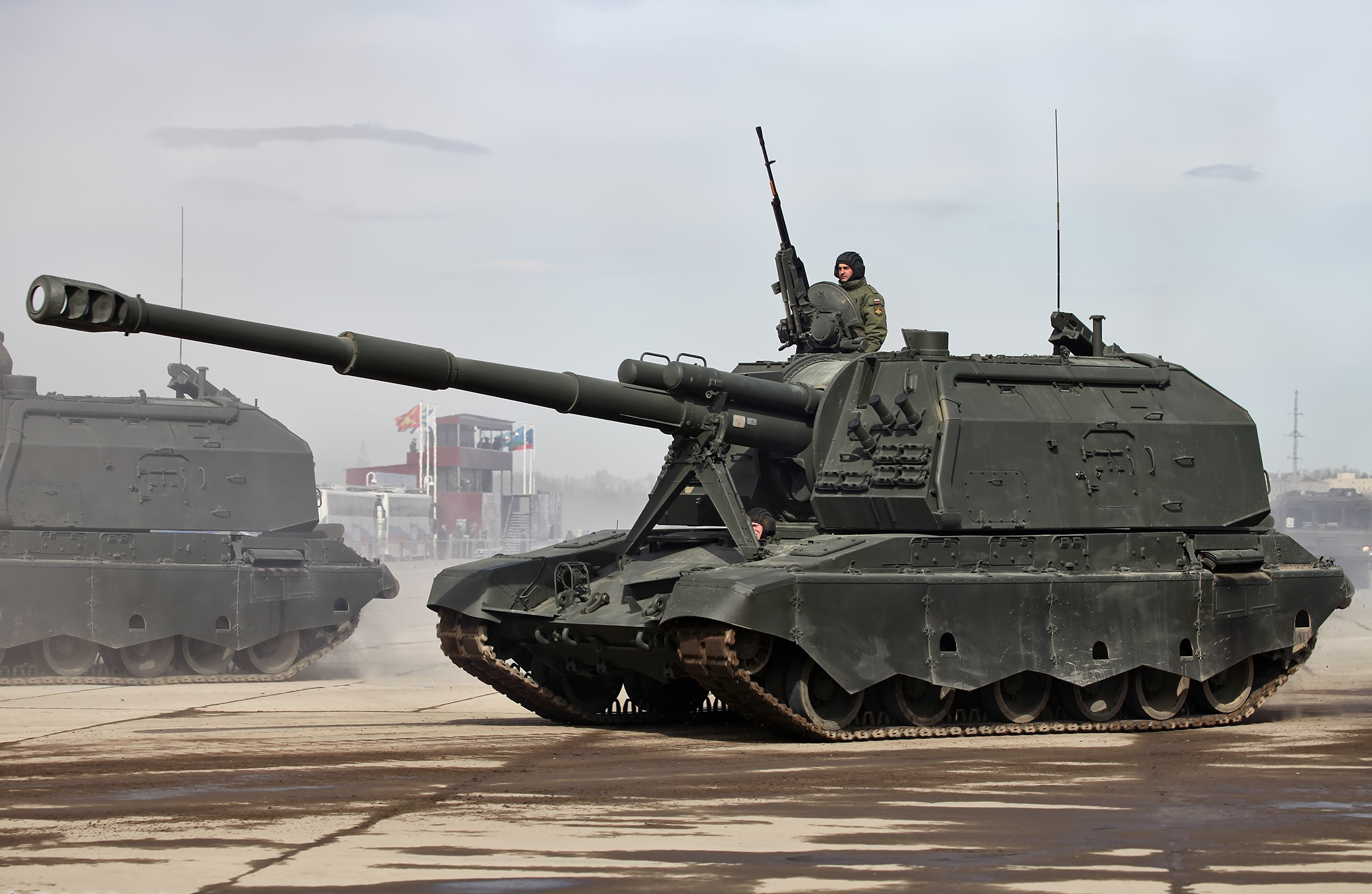
Российские САУ 2С19М2 или «Мста-С».

Самохо́дная артилле́рия — обобщающее название формирований рода войск (ранее рода оружия — артиллерия) или представляющие его армейские и флотские части и подразделения в составе современных вооружённых сил различных государств мира, один из подвидов артиллерии.

## История

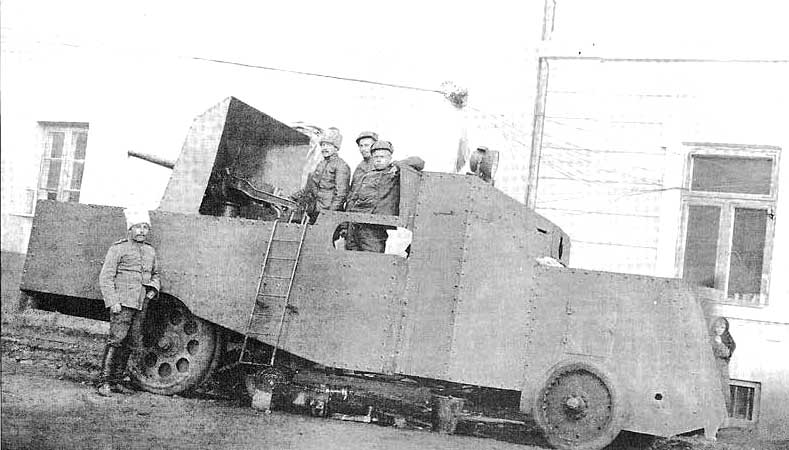
Артиллерийский броневой автомобиль «Маннесманн-Мулаг» из состава 4-го взвода 1-й автомобильной пулемётной роты ВС Российской империи на улице города Лодзь, ноябрь 1914 года.

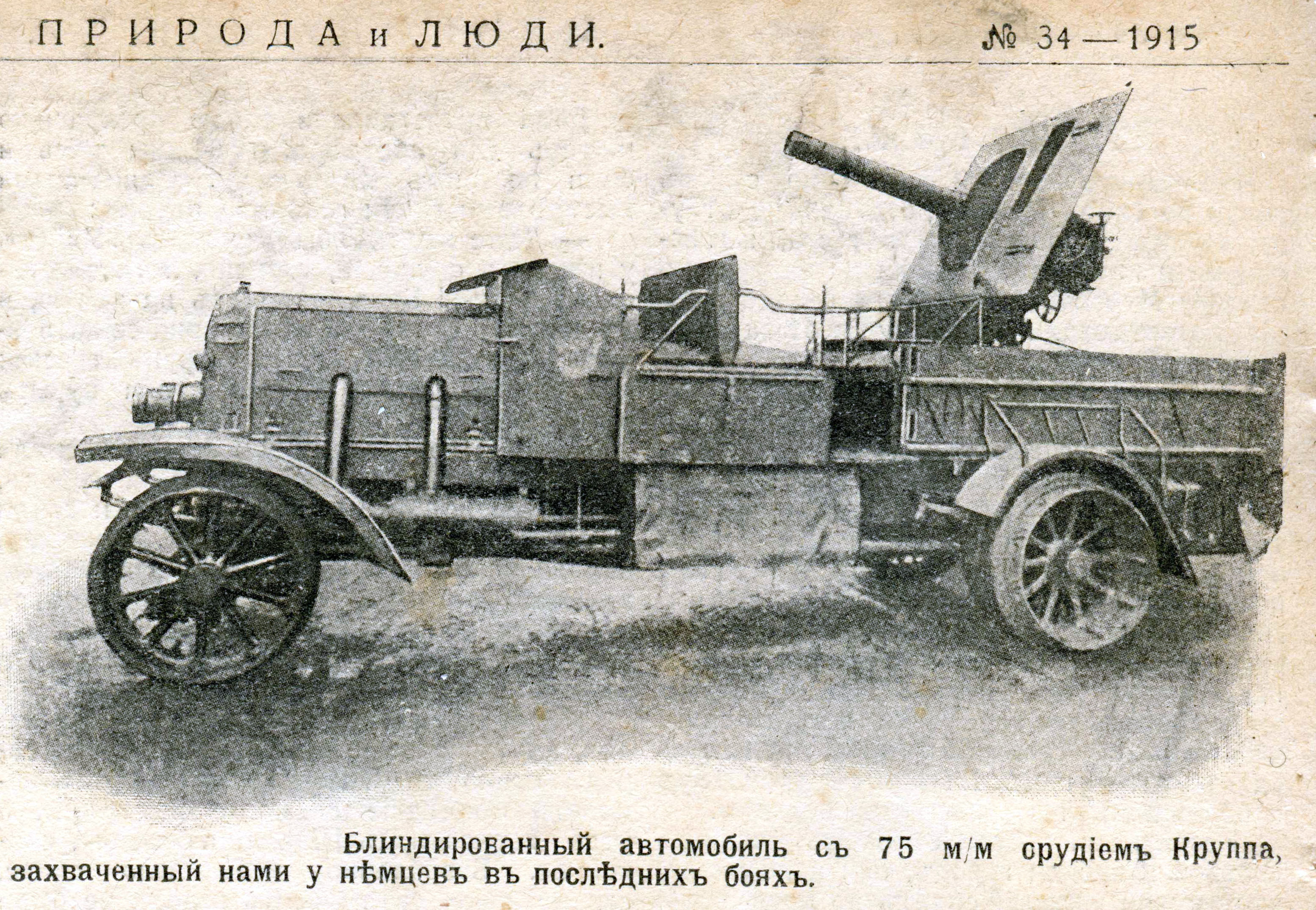
Германский блиндированный автомобиль с 75-мм орудием Круппа (САУ), захваченный Русскими войсками.
Журнал «Природа и люди», № 34, 1915 год.

Основой вооружения частей и подразделений самоходной артиллерии являются самоходно-артиллерийские установки (САУ) или реактивные системы залпового огня (РСЗО), поэтому иногда первый термин также применяется в отношении аспектов, связанных с материальной частью САУ. В общем плане его значение шире и включает в себя не только самоходно-артиллерийские установки, но и вопросы об организационно-штатной структуре использующих их объединений, соединений и частей, об их боевом применении и об их месте в общеармейском устройстве. В свою очередь, самоходная артиллерия подразделяется на подвиды по типам решаемых её частями боевых задач — противовоздушная или противотанковая оборона, огневая поддержка других родов войск (сил) и другое. Поскольку в основе самоходной артиллерии лежит возможность самостоятельного перемещения её огневых средств, она играет важную роль в быстром реагировании на изменившиеся условия боя и способна при правильном её применении обеспечить успех как наступательной, так и оборонительной операции за счёт сосредоточения большой огневой мощи в нужное время в нужном месте.
Предшественником самоходной артиллерии была конная артиллерия, задачей которой были быстрое выдвижение и развёртывание на заданной огневой позиции в интересах своих войск. Для этого она была снабжена облегчёнными орудиями, специальными повозками или конскими вьюками для боеприпасов и амуниции, чтобы дозволить её перемещение со значительной скоростью (личный состав передвигался верхом и спешивался при прибытии на место). Однако развитие нарезного стрелкового оружия, в особенности пулемётов, постоянный рост массы артиллерийских орудий сделали конную артиллерию во второй половине XIX века устаревшей. Орудия хоть и по-прежнему перемещались конной тягой, но в темпе передвижения обыкновенной пехоты (стрелков).
Появление тракторной, а впоследствии и автомобильной базы сделало возможным перемещение орудий механической тягой, что широко использовалось в последние годы Первой мировой войны, однако связка из буксируемого орудия и тягача была очень уязвима на марше и во время развёртывания на огневой позиции (причём последнее занимало значительное время) и не могла действовать вне дорог. В условиях «лунного ландшафта» окопной войны, характерной для Первой мировой войны, артиллерия не могла поддержать любой успешный прорыв своих войск, а потому противник спокойно подтягивал резервы и ликвидировал угрозу с огромными потерями для наступавшей стороны. В результате возникла идея поставить артиллерийское орудие, как сделали ранее на железнодорожном носителе, также и на самоходную автомобильную или гусеничную базу, достаточную для размещения его расчёта с боезапасом и укрыть его бронёй для защиты от ружейно-пулемётного огня противника. В итоге она реализовалась в то, что было названо позднее «танком», хотя практически все первые образцы танков Первой мировой войны (Mk.I, Сен-Шамон, Шнейдер) были по сути САУ класса штурмовых орудий.
Наиболее большое развитие самоходная артиллерия получила во время Второй мировой войны в Третьем рейхе и СССР, дифференцировавшись (по применению) на зенитную, противотанковую, штурмовую и мобильные орудия для стрельбы с закрытых позиций. В послевоенное время развитие управляемого противотанкового ракетного оружия сделало противотанковую самоходную артиллерию устаревшей, а штурмовая стала ненужной в свете развития основных танков. Однако зенитная самоходная артиллерия и мобильная артиллерия для нанесения дальних ударов по противнику продолжали своё развитие и органично присутствуют во всех современных армиях и флотах. Даже различного рода повстанческие, партизанские и террористические группировки в разных частях мира используют для своих целей импровизированную самоходную артиллерию, размещая в кузовах коммерческих грузовых автомобилей огневые средства артиллерии вроде малокалиберных скорострельных пушек или миномётов.

## ВС Союза ССР
В ВС Союза ССР основными задачами самоходной артиллерии являлись в:
- наступательном бою — двигаясь в боевых порядках пехоты, конницы или вслед за боевыми порядками танков, непосредственно сопровождать и поддерживать огнем танки, пехоту и конницу, а также прикрывать фланги их боевых порядков;
- обороне — уничтожать танки и пехоту противника перед передним краем и прорвавшиеся в глубину обороны.

Самоходные установки, обладая большой мощностью огня и используя местность, должны охотиться за танками и самоходными орудиями противника. Самоходная артиллерия являлась средством усиления и должна была обеспечивать и прикрывать своим мощным огнем действия танков и других родов войск. Для сопровождения стрелковых формирований в бою (операции) предназначались СУ-76, ИСУ-122 и ИСУ-152; для действий с танковыми — СУ-85, ИСУ-122 и ИСУ-152. Самоходные установки вели огонь, как правило, прямой наводкой:
- по танкам противника — с дистанции до двух километров;
- по крупным целям (скопление войск, артиллерийские позиции противника) — до трёх километров.

### Формирования
- Гвардейский тяжёлый самоходный артиллерийский полк (Гвардейский тяжёлый самоходно-артиллерийский полк):
  - 378-й гвардейский тяжёлый самоходно-артиллерийский полк;
  - и другие.
- Отдельный гвардейский самоходный артиллерийский полк (Отдельный гвардейский самоходно-артиллерийский полк):
  - 423-й гвардейский самоходный артиллерийский полк;
  - и другие.
- Отдельный самоходный артиллерийский полк (Отдельный самоходно-артиллерийский полк):
  - 856-й самоходно-артиллерийский полк;
  - 1023-й самоходно-артиллерийский полк;
  - 1892-й самоходно-артиллерийский полк;
  - и другие.
- Тяжёлый самоходно-артиллерийский полк:
  - 1536-й тяжёлый самоходно-артиллерийский полк;
  - и другие.
- Лёгкий самоходно-артиллерийский полк:
  - 1821-й лёгкий самоходно-артиллерийский полк;
  - и другие.